# San Jacinto (Califórnia)
San Jacinto é uma cidade localizada no estado americano da Califórnia, no condado de Riverside. Foi incorporada em 20 de abril de 1888.

## Geografia
De acordo com o United States Census Bureau, a cidade tem uma área de 67,7 km², onde 66,6 km² estão cobertos por terra e 1,1 km² por água.

### Localidades na vizinhança
O diagrama seguinte representa as localidades num raio de 16 km ao redor de San Jacinto.

## Demografia
Segundo o censo nacional de 2010, a sua população é de 44 199 habitantes e sua densidade populacional é de 663,50 hab/km². Possui 14 977 residências, que resulta em uma densidade de 224,83 residências/km².